# Президентские выборы в РСФСР
Вы́боры президе́нта РСФСР 1991 го́да были назначены III Съездом народных депутатов республики на 12 июня и стали первыми прямыми выборами главы государства. Основными соперниками являлись председатель Верховного совета РСФСР Борис Ельцин, поддержанный демократическими организациями, и бывший председатель Совета министров СССР Николай Рыжков, за которого выступила КП РСФСР. Выборы завершились в первом туре победой Ельцина, набравшего 57,3 % голосов избирателей. Инаугурация состоялась 10 июля 1991 года в Кремлёвском дворце съездов.
После выборов Ельцин стал национальным лидером, республика вступила в посткоммунистическую стадию. Оценивая поражение Рыжкова на выборах, аналитики КПСС пришли к выводу о потере руководством партии авторитета.
Эксперты отмечали, что на президентских выборах 1991 года не требовались политические технологии — избиратели были крайне политизированными.

## Пост Президента РСФСР

### Введение поста
Избиратели одобрили введение поста Президента РСФСР на референдуме 17 марта 1991 года. 21 апреля Верховный совет республики принял закон «О Президенте РСФСР», утверждённый 21 мая IV Съездом народных депутатов республики. Вместе с институтом президентства появилась должность вице-президента.
Президент РСФСР являлся высшим должностным лицом и главой исполнительной власти республики. Он формировал Совет министров, обладал правами законодательной инициативы и вето. Законодательство не устанавливало чёткие полномочия вице-президента. Избраться на президентский пост могли только граждане республики от 35 до 65 лет, обладавшие избирательным правом. К кандидатам на пост вице-президента предъявлялись такие же требования. Срок полномочий Президента РСФСР составлял 5 лет. Одно и то же лицо не могло занимать пост более двух сроков подряд.

### Выдвижение и процедура выборов
Выдвигать кандидатов на президентский пост имели право трудовые коллективы, собрания граждан по месту жительства и военнослужащих по воинским частям, но с условием: 100 тыс. граждан должны были поставить подпись в поддержку кандидата. Выдвигать кандидатов могли и республиканские партии, общественно-политические движения и профсоюзы, а также местные отделения всесоюзных партий, движений и профсоюзов. В этом случае кандидат мог вместо сбора подписей заручиться поддержкой не менее одной пятой общего числа народных депутатов РСФСР. Законодательство не предусматривало самовыдвижение.
Президента РСФСР избирали тайным голосованием на основе всеобщего равного и прямого избирательного права. На избирательном участке выдавали бюллетень со списком кандидатов. Избиратель мог отдать голос за конкретного кандидата, вычеркнув из списка фамилии остальных, или проголосовать против всех, вычеркнув все фамилии. Избранным считался кандидат, получивший более половины голосов участвовавших в голосовании избирателей. Если таких кандидатов не было, предусматривалось повторное голосование, где избиратели должны были выбрать между двумя кандидатами, получившими наибольшее количество голосов. Выборы признавались несостоявшимися, если проголосовали менее 50 % граждан, внесённых в списки избирателей.

## Назначение даты выборов
5 апреля III Съезд народных депутатов республики назначил выборы на 12 июня 1991 года — годовщину принятия Декларации о государственном суверенитете РСФСР. По традиции выборы в Советском Союзе проходили в воскресенье. Однако дата президентских выборов пришлась на среду — в республике объявили в этот день выходной. По мнению исследователей Марии Масловской и Анны Бабочкиной, депутаты специально выбрали день посреди рабочей недели, чтобы не навредить явке.
Документы на регистрацию в Центральную избирательную комиссию по выборам Президента РСФСР подали 10 кандидатов. Четверым отказали, потому что их выдвинули организации, не имевшие на то права. Комиссия зарегистрировала шестерых кандидатов:
- Члена Совета безопасности СССР, бывшего министра внутренних дел Советского Союза Вадима Бакатина;
- Председателя Верховного совета РСФСР Бориса Ельцина;
- Председателя Либерально-демократической партии Советского Союза Владимира Жириновского;
- Командующего Приволжско-Уральским военным округом, народного депутата СССР Альберта Макашова;
- Персонального пенсионера, бывшего председателя Совета министров СССР Николая Рыжкова;
- Председателя Кемеровского областного совета, народного депутата РСФСР Амана Тулеева.

У кандидатов было 22 дня на проведение избирательной кампании.

## Кампании

### Кампания Бакатина
Трудовые коллективы Кировской области выдвинули кандидатом на пост президента члена Совета безопасности СССР Вадима Бакатина. Жители региона собрали свыше 100 тыс. подписей в его поддержку.
Бакатин баллотировался в паре с кандидатом в вице-президенты председателем Совета национальностей Верховного совета РСФСР Рамазаном Абдулатиповым, который мог бы привлечь голоса избирателей в национальных автономиях. Оба имели репутацию умеренных политиков, сторонников президента СССР Михаила Горбачёва.
По словам Бакатина, в декабре 1990 года снятого с должности министра внутренних дел СССР, выборы для него были попыткой вернуться во власть, однако кандидат был уверен в победе Бориса Ельцина.Так же считал Абдулатипов. Политик согласился на предложение Бакатина участвовать в выборах только для того, чтобы «лучше узнать Россию, россиян и свои возможности». Абдулатипов вспоминал, что в беседе с ним Ельцин назвал Бакатина самым сильным конкурентом.
Бакатин предлагал сохранить Советский Союз и поэтапно перейти к рыночной экономике, интегрироваться в экономику мировую. Видел необходимость в программах подготовки и переподготовки рабочих, в создании системы информации о вакансиях, в страховании на случай потери работы. Хотел создать «мощную, независимую» налоговую инспекцию и разделить государственную собственность на союзную, республиканскую и муниципальную. Считал важным, чтобы собственность не принадлежала «антиобщественным преступным элементам».
Бакатин вёл кампанию, экономя средства, ресурсы и время. Отказался от помощи имиджмейкеров и предпринимателей, запретил выпускать агитационные листовки и плакаты. Кандидат не успел создать сеть доверенных лиц и избирательные штабы в регионах — работал только штаб в Москве. Политик оказался единственным кандидатом, не потратившим все выделенные на кампанию деньги.
Бакатин посетил 16 городов, при этом ездил только туда, куда его приглашали. У каждой поездки было условие: кандидату предоставляли прямой телеэфир для ответов на вопросы зрителей. Абдулатипов выступил перед избирателями в 15 регионах.

### Кампания Ельцина
Председатель Верховного совета РСФСР Борис Ельцин баллотировался единым кандидатом от демократических организаций. Политика поддержали движения «Демократическая Россия» и «Гражданское согласие»,  парламентская фракция «Коммунисты за демократию», Конституционно-демократическая партия – Партия народной свободы, Крестьянская партия России, Социал-демократическая партия России, Республиканская партия Российской Федерации и Российское христианское демократическое движение. Участие Ельцина в выборах одобрили организация «Женщины России» и Союз кинематографистов. Кандидата поддерживали разные региональные политические силы. Так, в Карелии за него выступили Народный фронт Карелии и «зелёные», в Алтайском крае — «Общество содействия перестройке».
Избирательная команда Ельцина насчитывала около 500 человек. Члены «Демократической России» вошли в избирательный штаб и помогли открыть штабы в 88 регионах. В региональных штабах работали от трёх до десяти человек. Команда была дисциплинированной, работала по инструкциям. Главный штаб возглавил руководитель рабочей группы высшего консультативно-координационного совета при Верховном совете РСФСР Геннадий Бурбулис. Однако тогдашний заместитель председателя Верховного совета РСФСР Руслан Хасбулатов в интервью журналистам заявлял, что именно он «фактически возглавлял избирательную кампанию Ельцина».
Кандидата в вице-президенты Ельцин выбирал между Бурбулисом, Хасбулатовым и Вадимом Бакатиным. Последний отказался от предложения, кандидатуры Бурбулиса и Хасбулатова отверг сам Ельцин — посчитал их нехаризматичными. Спичрайтеры Людмила Пихоя и Евгений Харин посоветовали идти на выборы в паре с народным депутатом РСФСР и лидером группы «Коммунисты за демократию» Александром Руцким. Тот понравился Ельцину. В мемуарах политик писал о том, что «Руцкой был просто создан для избирательной кампании», а его приятная внешность и биография боевого лётчика привлекут голоса женщин средних лет и военных. Будучи членом ЦК КП РСФСР, Руцкой привлекал часть коммунистического электората. Руцкой согласился только на третье предложение баллотироваться вместе — Ельцин не мог решить, чем будет заниматься вице-президент, пока не предложил курировать ВПК и реформу армии.
Кампания проходила под лозунгами борьбы с привилегиями номенклатуры. Кандидат ездил на работу на троллейбусе и летал на рейсовых самолётах. В основном Ельцин выступал как председатель Верховного совета, а не кандидат. Политик пользовался широкой поддержкой СМИ и избегал публичных дискуссий с соперниками. Ельцин говорил о справедливой приватизации, о департизации государственных органов, о разграничении власти и собственности между республиками и союзным центром. Выступал за «возвращение России в Европу» и за проведение осенью выборов глав Советов всех уровней. В листовках кандидата говорилось об усилении гарантий прав граждан, о земельной и имущественной реформах, о поддержке предпринимателей, ветеранов и молодёжи. Хасбулатов убедил штаб отказаться в агитации от слов о ненужности СССР и говорить о том, что Россия останется частью Советского Союза. Также он добился поддержки Ельцина руководителями регионов, которые прежде были настроены против кандидата.
В ходе кампании Руцкой посетил 32 региона. Политик выслушивал жалобы избирателей, агитировал за продолжение реформ и критиковал союзный центр за безответственность.
За Ельцина агитировали его сторонники в Верховном совете и Советах на местах. Кандидат опирался и на поддержку государственного аппарата: Верховный совет разослал в регионы рекомендации об организации кампании Ельцина, написанные доверенным лицом кандидата Викторией Митиной.
Вопрос участия в кампании Ельцина зарубежных политтехнологов остаётся спорным. Народный депутат СССР Анатолий Чехоев вспоминал о «целой команде», в том числе о 40 специалистах из польского профсоюза «Солидарность». Министр печати и массовой информации РСФСР Михаил Полторанин рассказывал, что иностранные специалисты «всё время были рядом», но к их советам не прислушивались, потому что они не знали местных условий. Хасбулатов отрицал присутствие зарубежных политтехнологов.

### Кампания Жириновского
Российская организация ЛДПСС выдвинула в президенты РСФСР Владимира Жириновского — председателя партии. На должность вице-президента баллотировался предприниматель Андрей Завидия.
Будучи кандидатом от зарегистрированной партии, Жириновский был освобождён от сбора подписей в поддержку своего выдвижения. Однако политик должен был получить не менее одной пятой голосов народных депутатов РСФСР, чтобы участвовать в выборах. На IV Съезде народных депутатов республики Жириновский получил 477 голосов (из 930) в свою поддержку. Там же он призвал перенести выборы на сентябрь. Предложение поддержали другие кандидаты — Альберт Макашов и Аман Тулеев.
Кампания Жириновского проходила под лозунгами «Хочу поднять русский вопрос!», «Я подниму Россию с колен!» и «Буду защищать русских!». По словам политика, последний лозунг помог ему выделиться среди кандидатов. Защита интересов русских на территории СССР была главным пунктом его предвыборной программы.
Жириновский считал, что отказ от помощи социалистическим странам, приток иностранных инвестиций и переход от национально-территориального деления к территориальному завершат социально-экономический кризис. Обещал не допустить развала Советского Союза, разрешить любую экономическую деятельность и снизить цены на водку. Призывал прекратить конфликт РСФСР с союзным центром, принять новую союзную конституцию, отменить воинскую обязанность и потребовать возврата внешних долгов.
Жириновский посещал в день по три города, где встречался с избирателями. Раскованные выступления кандидата на телевидении привлекли к нему внимание.

### Кампания Макашова
13 мая 1991 года руководство нескольких воинских частей и трудовых коллективов Приволжско-Уральского военного округа и Свердловское высшее политическое танково-артиллерийское училище выдвинули командующего округом, народного депутата СССР генерал-полковника Альберта Макашова кандидатом на пост президента. По воспоминаниям Макашова, офицеры выдвинули его «с требованием защитить вооружённые силы». Генерал получил разрешение участвовать в выборах от министра обороны СССР Дмитрия Язова. Макашов обратился и в КП РСФСР — члены ЦК партии Геннадий Зюганов и Александр Соколов дали согласие. За два дня в поддержку офицера набралось 144 тыс. подписей. Участие в выборах Макашов считал авантюрой.
По предложению Макашова кандидатом в вице-президенты стал один из лидеров Движения коммунистической инициативы, заведующий кафедрой Академии труда и социальных отношений Алексей Сергеев. В апреле 1991 года Движение коммунистической инициативы выдвигало Сергеева кандидатом в президенты, но тот не смог собрать 100 тыс. подписей в свою поддержку. В итоге организация поддержала выдвижение Макашова.
Кандидат выступал за «единую и неделимую РСФСР в границах 1945 года» и сохранение Советского Союза, за смешанную экономику и за борьбу со спекулянтами, за создание достойных условий жизни для военнослужащих армий, выводимых из Восточной Европы. Предлагал помогать сельскому хозяйству и поддерживать ветеранов войны и труда, учащуюся молодёжь. В программе Макашова говорилось о «возрождении патриотизма» и защите русскоязычных за границами России, о поддержке национальных культур и о равноправии религий. Кандидат был против «капитализации общества» и «безбожного повышения цен для трудящихся».
На IV Съезде народных депутатов РСФСР Макашов заявил: «Российская Федерация должна быть республикой рабочих и крестьян, творческой и трудовой интеллигенции — патриотов своей Родины, а не космополитов, тунеядцев, спекулянтов и проходимцев всех мастей». В пример президентов-генералов кандидат привёл депутатам Дуайта Эйзенхауэра и Шарля де Голля. Макашов призвал других кандидатов вместе подписать декларацию о доходах и предложил Ельцину провести дебаты в прямом эфире.
В агитационных материалах отмечалось, что Макашов — коммунист по убеждению. Согласно обращению военнослужащих Приволжско-Уральского военного округа, Макашов участвовал в выборах не для «установления военной диктатуры», а ради «утверждения идеалов социализма, патриотизма и интернационализма».
Кампанию Макашова освещала коммунистическая партийная пресса. При этом сам кандидат утверждал, что вёл кампанию без помощи КПСС.

### Кампания Рыжкова
По воспоминаниям Николая Рыжкова, в апреле 1991 года политики, общественные деятели и трудовые коллективы из разных регионов обращались к нему с просьбой баллотироваться в президенты. В качестве кандидата политика выдвинули в 52 регионах и в 400 трудовых коллективах, воинских частях, колхозах и совхозах, на собраниях по месту жительства. В его поддержку собрали 300 тыс. подписей. По словам Рыжкова, он согласился участвовать в выборах, чтобы «не допустить разрушения государства и стабилизировать положение» в Советском Союзе. Политик баллотировался в паре с первым заместителем министра внутренних дел СССР Борисом Громовым — известным военачальником, руководителем вывода советских войск из Афганистана.
Кандидата поддержали КП РСФСР, «Марксистская платформа в КПСС», депутатская группа «Союз» на Съезде народных депутатов СССР, группы «Продовольствие и здоровье» и «Промышленный союз» на Съезде народных депутатов РСФСР. За Рыжкова выступили казачьи движения Союз казаков Области Войска Донского и Кубанская казачья Рада. От КП РСФСР избирательному штабу Рыжкова помогала команда из 15 экспертов и консультантов. Для агитации за Рыжкова привлекли членов компартий союзных республик, самыми активными были агитаторы из республик Прибалтики.
В агитации писали об умеренности Рыжкова, призывали к гражданскому согласию от лица Громова. Рыжков выступал против «шоковой терапии» и за многообразие форм собственности. Обещал защищать интересы РСФСР и сохранить Советский Союз.
Партийные комитеты КП РСФСР организовали в поддержку Рыжкова пропагандистские группы. Комитеты в Москве следили за общественным мнением, анализировали прессу и выпускали агитацию. Во Владимирской области активисты распространили миллион листовок, распечатанных на местных типографиях.

### Кампания Тулеева
В апреле 1991 года трудовые коллективы шахтёров и работников Кемеровской железной дороги выдвинули кандидатом на пост президента председателя Кемеровского областного исполнительного комитета и областного совета народных депутатов, народного депутата РСФСР Амана Тулеева. В Кузбассе и других регионах собрали 280 тыс. подписей в поддержку политика.
Согласно воспоминаниям Тулеева, решение рабочих оказалось для него «неожиданным». Он планировал отказаться от участия в выборах, но впоследствии решил использовать президентскую кампанию для привлечения внимания к проблемам в промышленности.
Тулеев предложил заместителю председателя Верховного совета РСФСР Светлане Горячевой участвовать в выборах вместе, но та не верила в его победу и отказалась. Согласился народный депутат РСФСР, директор комбината «Кузбассшахтострой» Виктор Бочаров.
В предвыборной программе Тулеев предлагал сократить бюрократию в экономике, дать регионам больше экономической самостоятельности. Кандидат выступал за сохранение колхозов и конверсию военного производства, социальные гарантии для населения. Предлагал развивать промышленность в первую очередь и на время ограничить право на митинги для укрепления трудовой дисциплины.
Кампанию кандидата финансировали руководители разрезов, предприятий и строительных компаний Кузбасса: они давали деньги на агитацию и авиабилеты. По словам Тулеева, он объехал «практически всю страну». За день политик посещал несколько городов, где встречался с избирателями и чиновниками. Между встречами политконсультанты давали ему советы. Политолог Игорь Минтусов, консультировавший команду Тулеева, сравнивал кампанию со спринтом. Политик вспоминал, что у него «по сути» не было предвыборного штаба, а кампания «шла тяжело». Порой избиратели оскорбляли кандидата из-за национальности. Напарник Тулеева Бочаров отправился в турне по городам больших угольных бассейнов: посетил Иркутск, Воркуту, Якутск, Ростов-на-Дону и Читу. Но потом перестал участвовать в кампании.
По всей республике работали 45 групп поддержки кандидата. 50 команд агитаторов посетили больше половины регионов РСФСР. Агитацию Тулеева публиковали кемеровские областные издания и центральные газеты: «Советская Россия», «Гудок» и «Рабочая трибуна». Через спецсвязь обком КП РСФСР отправил агитацию кандидата в 60 регионов. Большей частью агитация была направлена на жителей Кемеровской области и ближайших регионов Западной Сибири. Избирателям рассказывали о социальных инициативах Тулеева в возглавляемом им Кузбассе. Тулеев участвовал в теледебатах, где назвал курс руководства страны неправильным из-за обнищания населения. В конце кампании политик резко критиковал Бориса Ельцина и призывал не голосовать за него.

## Итоги голосования
Результаты кандидатов:
| Кандидат                          | Кандидат                          | Партия                            | Голосов     | %      |
| --------------------------------- | --------------------------------- | --------------------------------- | ----------- | ------ |
|                                   | Борис Ельцин                      | Беспартийный                      | 45 552 041  | 57,30  |
|                                   | Николай Рыжков                    | КПСС                              | 13 359 335  | 16,85  |
|                                   | Владимир Жириновский              | ЛДПСС                             | 6 211 007   | 7,81   |
|                                   | Аман Тулеев                       | КПСС                              | 5 417 464   | 6,81   |
|                                   | Альберт Макашов                   | КПСС                              | 2 969 511   | 3,74   |
|                                   | Вадим Бакатин                     | КПСС                              | 66 613      | 1,14   |
| Против всех                       | Против всех                       | Против всех                       | 1 525 410   | 1,92   |
| Действительных голосов            | Действительных голосов            | Действительных голосов            | 77 790 525  | 97,94  |
| Недействительных голосов          | Недействительных голосов          | Недействительных голосов          | 1 716 757   | 2,16   |
| Всего                             | Всего                             | Всего                             | 79 507 282  | 100,00 |
| Зарегистрировано/явка избирателей | Зарегистрировано/явка избирателей | Зарегистрировано/явка избирателей | 106 484 518 | 74,67  |

Самую большую явку показали избиратели Карачаево-Черкесии (85,7 %), Северной Осетии (84 %), Мордовии (82,9 %), Чечено-Ингушетии (82,4 %), Белгородской (85,4 %), Курской (85,4 %), Пензенской (84,1 %), Калужской (82,6 %), Псковской (82,6 %), Смоленской (82,5 %), Орловской (82,4 %) областей, Ставропольского края (82,3 %), Усть-Ордынского Бурятского (83,7 %) и Коми-Пермяцкого (82,9 %) автономных округов, наименьшую — избиратели Ленинграда (65,1 %), Ханты-Мансийского автономного округа (63 %) и Татарстана (36,6 %).
Центральная избирательная комиссия по выборам Президента РСФСР объявила о победе Бориса Ельцина.
Больше всего голосов политик набрал в Чечено-Ингушетии (76,6 %), Москве (71,9 %), Дагестане (65,8 %), Ленинграде (67,2 %), Кабардино-Балкарии (63,8 %), Свердловской (84,8 %), Челябинской (77,2 %), Пермской (71,1 %), Нижегородской (69,9 %), Самарской (67,9 %), Тульской (63,9 %) областях, Ханты-Мансийском (68,7 %) и Ямало-Ненецком (67,9 %) автономных округах. Ельцин получил меньше 50 % голосов только в 22-х регионах.
Ельцин привлёк голоса сторонников рыночных реформ, противников Горбачёва и КПСС, умеренных русских националистов. Кандидата поддержало большинство женщин. Объявленное перед выборами повышение пенсий принесло голоса пенсионеров, а одобрительные высказывания о Ельцине православного и мусульманского священства — голоса верующих. Поддержка на Северном Кавказе была обусловлена надеждой местных избирателей на решение проблем репрессированных народов. За Ельцина проголосовали рабочие и интеллигенция.
Рыжков победил в Тыве (62,1 %), Агинском Бурятском автономном округе (47,5 %) и Северной Осетии (41,8 %). За кандидата голосовали сельские жители.
Жириновского поддержали в Эвенкийском (16,3 %) и Усть-Ордынском Бурятском (12,9 %) автономных округах, Краснодарском крае (12,8 %), Псковской (14,8 %), Омской (13,4 %), Калининградской (12,9 %), Иркутской (12,4 %) и Тамбовской (12,1 %) областях. Политик получил голоса кубанских, донских и ставропольских казаков.
Тулеев победил в Кемеровской области (44,7 %). Больше всего голосов за политика отдали в автономиях: Горно-Алтайской АССР (24,3 %), Бурятии (20,1 %), Калмыкии (18,6 %), Эвенкийском (17,4 %) и Усть-Ордынском Бурятском (19,1 %) автономных округах. За кандидата голосовали пенсионеры и работники бюджетных организаций. Среди голосовавших за Тулеева преобладали женщины.
Макашов получил наибольшую поддержку в Северной Осетии (7,6 %), Коми-Пермяцком автономном округе (7,4 %), Магаданской (7,6 %) и Ленинградской (7,3 %) областях.
За Бакатина в основном голосовали в Кировской области (14,6 %), Удмуртии (7,6 %), Агинском Бурятском (9,5 %) и Ненецком (8 %) автономных округах.
«Против всех» чаще голосовали в Татарстане (3,6 %), Башкортостане (3,2 %), Камчатской (3,3 %), Калининградской (3,3 %), Омской (3 %), Мурманской (3 %), Ленинградской (3 %) областях, Коми-Пермяцком (3 %) и Корякском (3 %) автономных округах, Еврейской автономной области (3 %).
Больше всего недействительных бюллетеней оказалось в Башкортостане (5 %), Коми-Пермяцком автономном округе (4,4 %), Калининградской (4,7 %), Волгоградской (4,4 %) и Кировской (4,3 %) областях.

## Инаугурация Ельцина
10 июля 1991 года в Кремлёвском дворце съездов состоялась инаугурация Бориса Ельцина. Церемонией руководил Руслан Хасбулатов. Она началась с гимна РСФСР на основе мелодии «Патриотической песни» Михаила Глинки. На мероприятии с речью выступил артист Олег Басилашвили, после чего Ельцин принёс присягу. Церемонию транслировали по телевидению. Зрителям показали поднятие флага РСФСР над резиденцией президента республики в Кремле. В конце мероприятия патриарх Московский и всея Руси Алексий II выступил с приветствием и благословил Ельцина, а президент СССР Михаил Горбачёв поздравил политика с избранием.

## Оценки
Хасбулатов был уверен в победе Рыжкова, если бы команда кандидата не была настроена на поражение. По воспоминаниям Руцкого, штаб Ельцина не рассчитывал на лёгкую кампанию — на выборы было запланировано больше сил, чем потратили по итогам. Успех политика Руцкой объяснял образом лидера, раздающего обещания на фоне экономического кризиса. О связи победы на выборах с личностью Ельцина говорил политтехнолог Константин Калачев — люди голосовали за перемены и связывали их с политиком.
Доктор политических наук Николай Борисов считал, что оппозиция Ельцину проиграла потому, что не смогла выдвинуть такого же популярного кандидата. Участие в выборах сразу нескольких членов КПСС запутало избирателей, а низкий рейтинг Горбачёва сказался на результатах Рыжкова и Бакатина. Исследователи отмечали: после выборов Ельцин стал национальным лидером, а страна вступила в посткоммунистическую стадию.
Историк Рой Медведев критиковал сжатые сроки избирательной кампании и считал итоги голосования поражением КПСС, КП РСФСР и Горбачёва. На его взгляд, Рыжков проиграл из-за слабого здоровья, отсутствия качеств публичного политика и пассивности партийных организаций. Результат Жириновского Медведев назвал сенсацией, объяснив успех политика тем, что тот «лучше других использовал возможности телевидения».
Организационный отдел ЦК КПСС составил аналитический материал об итогах выборов. Авторы отмечали, что Ельцин победил благодаря образу сильной и целеустремлённой личности, готовой к новому. Многие избиратели не знали программу кандидата и голосовали только с надеждой, что он завершит кризис. Избирателям нравилось, что Ельцин не связывал себя с партиями. Люди не верили в негатив о Ельцине из-за устойчивых стереотипов вокруг кандидата.
В партии признали: кандидатура Рыжкова была неудачным выбором. Политик ассоциировался с кризисом, не пользовался поддержкой руководителей крупных предприятий. Команда доверенных лиц была слабой, а попытки Рыжкова дистанцироваться от КП РСФСР смутили партийных активистов. Руководители комитетов и ячеек на местах не были едины в поддержке Рыжкова. В Орловской области только три четвери партийных организаций приняли резолюции в поддержку политика. Председатель тамбовского исполкома КПСС Рябов отказался быть доверенным лицом Рыжкова, потому что не верил в его победу. Деморализованный партийный аппарат работал пассивно, особенно районные и городские комитеты. Партийные издания, кроме «Советской России», «Рабочей трибуны» и «Гласности», и коммунистическая пресса в регионах нейтрально освещали президентскую кампанию.
По мнению авторов материала, выборы стали «шагом по пути к упразднению социализма». КПСС оказалась не готовой к борьбе за голоса избирателей, руководство партии потеряло авторитет, а коммунисты пребывали в апатии. Положительно были отмечены лишь результаты Тулеева — из всех кандидатов-членов партии (наряду с Тулеевым в партии состояли Рыжков, Вадим Бакатин и Альберт Макашов) только его рекомендовали для выдвижения на высокие посты.
По мнению политконсультантов Евгения Малкина и Евгения Сучкова, на президентских выборах 1991 года не требовались политические технологии из-за крайней политизации населения. Политикам было достаточно показать свою принадлежность к определённому политическому лагерю и выразить свою позицию. По словам политтехнолога Игоря Минтусова, кампания была совсем не технологичной, «с минимумом исследований и разработки месседжей для разных целевых групп».